# سیارک ۲۳۴۰۳
سیارک ۲۳۴۰۳ (به انگلیسی: 23403 Boudewijnbuch، نامگذاری:1971FB) بیست و سه هزار و چهارصد و سومین سیارک کشف شده‌است که در ۲۴ مارس ۱۹۷۱ کشف شد.